# جلب مسبق
الجلب المسبق في علم الحاسوب هو تقنية لتسريع عمليات الجلب من خلال بدء عملية الجلب التي من المتوقع أن تكون النتيجة مطلوبة قريبًا. عادةً ما يكون هذا قبل معرفة الحاجة إليه، لذلك هناك خطر إضاعة الوقت عن طريق الجلب المسبق للبيانات التي لن يتم استخدامها. يمكن تطبيق التقنية في عدة ظروف:
- الجلب المسبق للذاكرة المخبئية، تقنية تسريع تستخدمها معالجات الحاسوب حيث يتم جلب التعليمات أو البيانات قبل الحاجة إليها.
- قائمة انتظار الإدخال للجلب المسبق، في بنية الحاسوب، يتم تحميل كود الجهاز مسبقًا من الذاكرة.
- الجلب المسبق للرابط، آلية ويب للجلب المسبق للروابط.
- تقنية الجلب المسبق في الإصدارات الحديثة من مايكروسوفت ويندوز.
- تعليمات الجلب المسبق، على سبيل المثال المقدمة من:
  - PREFETCH، قائمة أوامر إكس 86 في الحوسبة.
- الجلب المسبق العازل، ميزة ذاكرة إس دي رام (SDRAM) ودي دي آر (DDR).